# Pratola Serra
Pratola Serra é uma comuna italiana da região da Campania, província de Avellino, com cerca de 3.242 habitantes. Estende-se por uma área de 8 km², tendo uma densidade populacional de 405 hab/km². Faz fronteira com Candida, Manocalzati, Montefalcione, Montefredane, Montemiletto, Prata di Principato Ultra.

## Demografia
| Variação demográfica do município entre 1861 e 2011                               |
|                                                                                   |
| Fonte: Istituto Nazionale di Statistica (ISTAT) - Elaboração gráfica da Wikipedia |